# جيران (شركة اتصالات)
جيران هي شركة أردنية لخدمات الإنترنت تأسست سنة 2000 في عمّان بالأردن.

## عن جيران
أُطلقت شركة جيران عام 2000 على أنها خدمة لإنشاء وإدارة المدوّنات، تطوّرت لاحقًا لتصبح واحدة من بوابات المحتوى العربي في المنطقة، تمكّن المستخدمين العرب من الاستفادة من أحدث التقنيات وتمكنّهم من إضافة ومشاركة محتوى ذي صلة بالمجتمع العربي.

## خدمة «جيران الأماكن»
شهد عام 2010 مرحلة جديدة في تطوّر جيران من خلال إطلاق جيران «أماكن»، وهي خدمة جديدة تمكن المستخدمين العرب من تقييم واستعراض ومناقشة واكتشاف مختلف الأماكن في مدنهم حول العالم العربي. وتقوم فكرة جيران أماكن، من مبدأ أن المستخدمين يقومون باتخاذ قرارات الشراء على أساس قراءة واستعراض الآراء والتوصيات الصادرة عن أناس حقيقيين مثل الأهل والأصدقاء، والتطرّق لمصادر موثوق بها ليس بجديد، لكن الشبكة الاجتماعية مكنت الناس من أن يستفيدوا من خبرة الآخرين الموجودين بمختلف المجتمعات والشبكات الموجودة على الإنترنت.
الهدف وراء جيران «أماكن» هو إنشاء وتوفير مرجع للمستخدمين العرب مع أدوات للتواصل ما بينهم وبين الأماكن الموجودة في مدنهم، لاتخاذ قرارات الشراء على أساس الآراء والتوصيات المقترحة من مستخدمين مثلهم في مجتمعهم المحلي. وقد تم إضافة خدمة تقييم الأماكن عام 2010 لمساعدة الأشخاص للتفاعل أكثر مع أماكن مدينتهم.
أطلقت جيران عمّان في شهر حزيران 2010، وخلال فترة قصيرة أظهرت نتائج إيجابية من خلال الزيادة الكبيرة على عدد الزيارات والمستخدمين الجدد وعدد المشاركات المضافة من المستخدمين الذين يعيشون في المدينة. سيتم إطلاق نفس الخدمة خلال العام الحالي في أكثر من 10 مدن في مختلف أنحاء المنطقة العربية بما فيها جدة والرياض والدمام والخبر في السعودية، ودبي وأبوظبي في الإمارات العربية المتحدة.
أطلقت منصة "جيران" عام 2015، خدماتها في مدينتي القاهرة والإسكندرية بمصر، لتتيح لجميع السكان وزوار هذه المدن إمكانية إيجاد أفضل المطاعم والخدمات، فضلاً عن توثيق تجاربهم الشخصية في هذه الأماكن من خلال النصائح والتعليقات وقالت "جيران" إن هذه الإضافة الجديدة تمتد لتغطي 39 مدينة في 6 دول عربية.